# Pointe Ebba
La pointe Ebba est une langue glaciaire située dans la partie centrale de la terre Adélie (Antarctique oriental), proche de la base antarctique française Dumont-d'Urville.

## Description
La pointe Ebba, distante de 170 km de la terre de Wilkes à l'ouest, et de 110 km de la terre de George V à l'est, est située dans la partie centrale de la terre Adélie. À 20 km au nord-ouest de la base Dumont-d'Urville, elle marque l'extrémité occidentale de la baie Pierre-Lejay qui baigne l'archipel de Pointe-Géologie.

## Histoire
C'est en octobre 1950 que la pointe a été ainsi baptisée par Yves Vallette et Robert Pommier, deux hivernants de la 3e expédition antarctique française en terre Adélie qui effectuaient un raid d'exploration à traîneaux à chiens depuis la base de Port-Martin située 85 km plus à l'est. En 1946, ils avaient tous deux, en compagnie de J.A. Martin, emprunté le glacier Ebba (en norvégien : Ebbabreen) pour accéder à la calotte glaciaire du Spitzberg,. Vallette et Pommier voulaient ainsi associer à leur exploration leur camarade Martin décédé subitement un an auparavant (le 21 octobre 1949) à bord du bateau qui les amenait en terre Adélie.